# Allomallodon
Allomallodon is een kevergeslacht uit de familie van de boktorren (Cerambycidae). De wetenschappelijke naam van het geslacht werd voor het eerst geldig gepubliceerd in 2010 door Santos-Silva & Galileo.

## Soorten
Allomallodon omvat de volgende soorten:
- Allomallodon hermaphroditum (Thomson, 1867)
- Allomallodon popelairei (Lameere, 1902)